# Nonaville
Nonaville foi uma comuna francesa na região administrativa da Nova Aquitânia, no departamento de Charente. Estendia-se por uma área de 6,9 km². Em 2010 a comuna tinha 200 habitantes (densidade: 29 hab./km²).
Em 1 de janeiro de 2017, passou a formar parte da nova comuna de Bellevigne.